# Tecla morta
Uma tecla morta (dead key, em inglês) é um tipo especial de tecla modificadora em uma máquina de escrever mecânica ou teclado de computador, que normalmente é usada para anexar um diacrítico específico a uma letra base. A tecla morta não gera um caractere (completo) por si só, mas modifica o caractere gerado pela tecla pressionada imediatamente após. Assim, não é necessária uma chave dedicada para cada combinação possível de um diacrítico e uma letra, mas apenas uma chave morta para cada diacrítico, além das teclas normais de letras básicas.
Por exemplo, se um mapeamento de teclado (como o internacional dos EUA) tiver uma tecla morta para o circunflexo, ^, o caracter â pode ser gerado pressionando primeiro ^ e depois a.
Normalmente, o próprio diacrítico pode ser gerado como um caractere independente pressionando a tecla morta seguida de espaço; portanto, um cursor (circunflexo independente) pode ser digitado pressionando ^ e depois Space

## Máquinas de escrever mecânicas

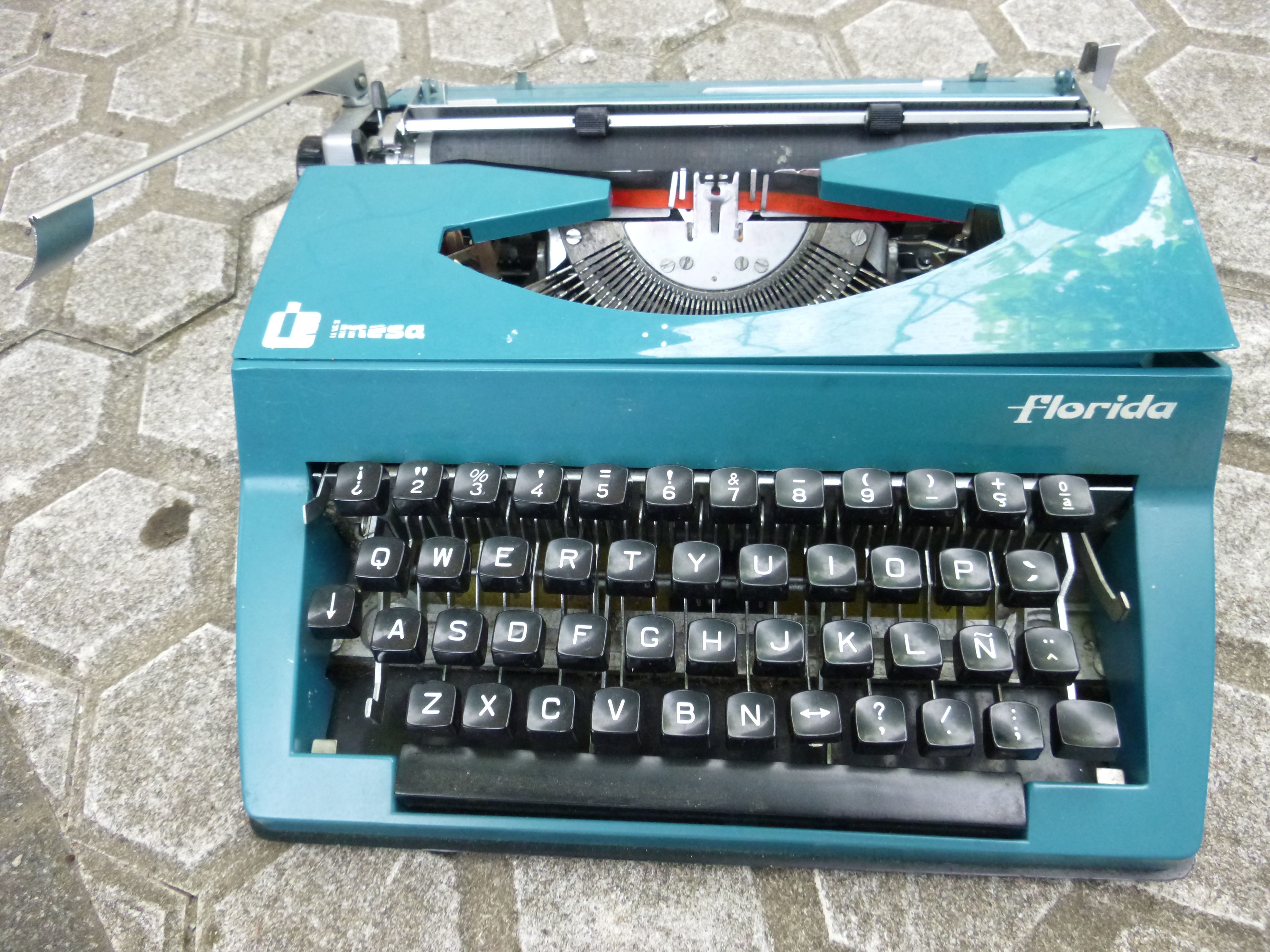
Máquina de escrever espanhola (teclado QWERTY) com teclas mortas para acentos agudos, circunflexos, diérese e graves

A chave morta é de origem mecânica e "morta" significa sem movimento. Nas máquinas de escrever mecânicas, todos os caracteres têm largura igual. Quando uma tecla é pressionada, uma barra de metal atinge o personagem em uma fita com tinta, transferindo a tinta para o papel, e um mecanismo é acionado que faz com que o papel (inserido em um carriage) avance um espaço. Para utilizar um único diacrítico, como o acento agudo, com múltiplos caracteres de base (como á, é, í, ó, ú) optou-se por criar um novo caracter, o acento agudo ou diacrítico ´, que não existia na composição tipográfica a partir dessa data. Devido a uma mudança no mecanismo, bater na tecla contendo o acento não avançava o papel (a tecla estava "morta" ou sem espaçamento), ou seja, poderia ser seguida por qualquer caractere que aparecesse sob o acento agudo, produzindo um personagem exagerado. Esta segunda chave moveu o carro de papel para frente.
Observe que com teclados mecânicos, o acento agudo poderia ser seguido por qualquer caractere, para criar novas combinações como q com acento agudo.

## Teclados eletrônicos
Uma tecla morta é diferente de uma tecla modificadora típica (como AltGr ou Option), pois em vez de ser pressionada e mantida enquanto outra tecla é pressionada, a tecla morta é pressionada e liberada antes de pressionar a tecla a ser modificada. Em alguns sistemas de computador, não há indicação para o usuário de que uma tecla morta foi pressionada, então a chave parece morta (nada acontece imediatamente), mas em alguns sistemas de entrada de texto, o diacrítico é exibido, junto com uma indicação de que o o sistema está aguardando outro pressionamento de tecla para concluir a sequência de digitação.
Computadores, no entanto, funcionam de forma diferente. A tecla morta altera temporariamente o mapeamento do teclado para o próximo pressionamento de tecla, o que ativa um modo de teclado especial em vez de realmente gerar um caractere modificador. Em vez da letra normal, é gerada uma variante pré-composta, com o diacrítico apropriado. Cada combinação de diacrítico e letra base deve ser especificada no conjunto de caracteres e deve ser suportada pela fonte em uso.
Não há nenhum caractere pré-composto para combinar o acento agudo com a letra q, marcante ´ e q então provavelmente resultará em ´q, com o acento e a letra como caracteres separados. Contudo, em alguns sistemas, a sequência de digitação inválida pode ser descartada. (Usando a combinação de caracteres disponíveis no conjunto de caracteres Unicode, pode ser possível gerar uma combinação que mais ou menos se pareça com um q com acento agudo (q́), mas essa técnica é bastante distinta da funcionalidade de tecla morta. Além disso, como uma letra como q normalmente não recebe acentos, os criadores de fontes podem não incluir os atributos de fonte necessários para que um acento combinado seja aplicado com sucesso ou de maneira atraente. É necessário testar esse uso fonte por fonte, já que o suporte para acentuação desta forma varia consideravelmente.)

## Keys mortas encadeadas
O Unicode codificou mais de cem caracteres pré-compostos com dois diacríticos, para uso na escrita latina para vietnamita e vários outros idiomas. Por conveniência, eles são gerados na maioria dos teclados que os suportam, pressionando as duas teclas mortas correspondentes em qualquer ordem, seguidas pela tecla da letra. Portanto, essas chaves mortas são encadeadas, o que significa que o segundo pressionamento de tecla não aciona nenhuma inserção, ficando o sistema ainda aguardando outro pressionamento de tecla.
Esse comportamento de chave morta encadeada é alternado pelo sinalizador de chave morta, que é o quarto argumento da função DEADTRANS (após o código do caractere base, o código diacrítico e o código do caractere composto). Se este sinalizador estiver definido como valor padrão zero, o caractere composto será inserido; se for definido como um, o código de caractere composto é tratado como outro código diacrítico, como aqueles devido ao pressionamento de tecla morta, e ocorre normalmente como um segundo argumento em outras entradas da lista morta.
O encadeamento de chaves mortas permite a emulação de teclas de composição simplesmente usando o recurso de chave morta. Isso pode ser realizado com software proprietário de edição de teclado ou com kits de desenvolvimento de driver.

## Keys mortas em vários layouts de teclado
Uma tecla pode funcionar como uma tecla morta por padrão, e muitos layouts de teclado que não sejam em inglês, em particular, têm teclas mortas diretamente no teclado. O teclado básico dos EUA não possui teclas mortas, mas o layout de teclado US-International, disponível no Windows e no X Window System, coloca algumas teclas mortas diretamente em sinais de pontuação de aparência semelhante. Os teclados vendidos na maior parte do resto do mundo possuem uma tecla AltGr (Alternative graphic), que permite modificar algumas letras diretamente e transformar outras em teclas mortas (dependendo da configuração do teclado). Sistemas de computador antigos, como o MSX, muitas vezes tinham uma tecla especial denominada tecla morta, que em combinação com as teclas Ctrl e Shift poderia ser usada para adicionar alguns dos diacríticos comumente necessários nas línguas da Europa Ocidental (´, `, ˆ e ¨) às vogais que foram digitados posteriormente.
Na ausência de uma tecla morta padrão, até mesmo uma tecla de impressão normal pode ser temporariamente alterada para funcionar como uma chave morta, mantendo simultaneamente pressionada outra tecla modificadora (normalmente AltGr ou Option). No Microsoft Word (e na maioria dos outros campos de entrada de texto), usar a tecla Control com uma chave que geralmente se assemelha ao diacrítico (por exemplo ^ para um circunflexo) atua como uma chave morta. No Macintosh, muitos layouts de teclado empregam teclas mortas. Por exemplo, quando Option + i é pressionado simultaneamente pela primeira vez e depois seguido por a, o resultado é â. Em um Macintosh, pressionar uma dessas combinações de teclas Opção cria o acento e o destaca, então o caractere final aparece quando a tecla do caractere base é pressionada.[carece de fontes?]
No entanto, algumas letras latinas acentuadas, menos comuns nas principais línguas da Europa Ocidental, como ŵ (usada em galês) ou š (usada em muitas línguas da Europa Central), não podem ser digitadas com o layout "EUA". Para usuários com teclados dos EUA, o acesso a muitos outros diacríticos é fornecido pelo layout de teclado "US International". Os usuários com teclados do Reino Unido têm uma opção semelhante com o layout estendido do Reino Unido; muitas outras configurações nacionais estão disponíveis.
No AmigaOS, as teclas mortas são geradas pressionando-se Alt em combinação com F (agudo), G (grave), H (circunflexo), J (til) ou K (trema) (por exemplo, a ALT-F combinação seguida pela tecla a gera á e ALT-F seguida por e gera é, enquanto ALT-G seguida por a gera à e seguido ALT-G por e gera è).